# Yoshikiyo Kuboyama
Yoshikiyo Kuboyama (jap. 久保山 由清 Kuboyama Yoshikiyo; ur. 21 lipca 1976) – japoński piłkarz występujący na pozycji napastnika.

## Kariera klubowa
Od 1995 do 2007 roku występował w klubach Yokohama Flügels i Shimizu S-Pulse.